# Atetz
Atetz és un municipi de Navarra, a la comarca d'Ultzamaldea, dins la merindad de Pamplona. Es divideix en 6 concejos: Arostegi, Ziganda, Berasain, Beunza, Eguaras i Erice.

## Toponímia
La major part dels filòlegs i autors que han tractat sobre el tema relacionen el topònim Atez amb la paraula basca ate (porta). És el cas de Ricardo Ciérbide, Arturo Campión, Julio Caro Baroja o Patxi Salaberri. No obstant això Mikel Belasko en el seu llibre Diccionario Etimologico de los Nombres de los Pueblos, Villas y Ciudades de Navarra. Apellidos Navarros comenta la possibilitat que Atez sigui un antropònim com altres punts de la geografia navarresa que tenen terminacions en -iz o -oz. Com suport d'aquesta teoria comenta que va existir en la veïna vall d'Anue un despoblat dit Atoz (que també apareix esmentat com Ateiz) i que a França (al Bearn) existeix una població dita Athos; podent estar totes aquestes localitats relacionades amb el nom de persona Atto. Atetz és el nom en basc de la vall segons l'Euskaltzaindia, i n'és el nom oficial des de 2023.

## Demografia
| Evolució demogràfica                             | Evolució demogràfica | Evolució demogràfica | Evolució demogràfica | Evolució demogràfica | Evolució demogràfica | Evolució demogràfica | Evolució demogràfica | Evolució demogràfica | Evolució demogràfica | Evolució demogràfica |
| 1996                                             | 1998                 | 1999                 | 2000                 | 2001                 | 2002                 | 2003                 | 2004                 | 2005                 | 2006                 | 2007                 |
| ------------------------------------------------ | -------------------- | -------------------- | -------------------- | -------------------- | -------------------- | -------------------- | -------------------- | -------------------- | -------------------- | -------------------- |
| 213                                              | 208                  | 214                  | 207                  | 221                  | 222                  | 230                  | 230                  | 236                  | 246                  | 245                  |
| Fonts: Atetz i Institut d'Estadística de Navarra |                      |                      |                      |                      |                      |                      |                      |                      |                      |                      |